# 不快
| ウィキペディアには「不快」という見出しの百科事典記事はありません（タイトルに「不快」を含むページの一覧/「不快」で始まるページの一覧）。 代わりにウィクショナリーのページ「不快」が役に立つかもしれません。 |